# Самочко, Михаил Иванович
Михаи́л Ива́нович Само́чко (род. 10 сентября 1948, село Сапогов, Тернопольская область) — советский и российский актёр театра и кино, педагог, заслуженный артист РСФСР (1982).

## Биография
Михаил Самочко родился 10 сентября 1948 года в селе Сапогов Тернопольской области Украины. В 1970 году окончил ЛГИТМиК (класс профессора Т. Г. Сойниковой) и был распределён в Мурманск. В 1970—1973 годах играл в Мурманском драматическом театре.
В 1973 году вернулся в Ленинград, актёр ленинградского Малого драматического театра. За время работы в МДТ сыграл более тридцати ролей.
Преподаёт с 2007 года, доцент (2013) кафедры режиссуры и актёрского искусства СПбГУП. С 2015 года является мастером актёрского курса в СПбГИК.

### Семья
- Жена — актриса Наталья Четверикова (род. 1947), заслуженная артистка РСФСР.

## Награды и премии
- Заслуженный артист РСФСР (31.12.1982).
- Медаль «В память 300-летия Санкт-Петербурга» (2003).
- Лауреат XVIII Фестиваля «Театры Санкт-Петербурга — детям» за роль Ворона в спектакле «Снежная королева».

## Работы в театре
- «Федякин крупным планом» А. Хмелика (реж. Григорий Михайлов)
- «Таланты и поклонники» А. Н. Островского (реж. Юрий Ермаков)
- «Вкус мёда» Шейлы Дилени (реж. Г. Яновская)
- 1978 — «Страница из дневника Печорина» по М. Ю. Лермонтову — Печорин
- 2000 — «Чевенгур» по А. Платонову — Яков Титыч
- 2008 — «Снежная королева» Е. Шварца — Ворон и Помощник Сказочника
- 2010 — «Лорензаччо» по пьесе Альфреда де Мюссе — Синьор Маурицио
- «Тогда в Севилье» С. Алёшина — Дон Родриго
- «Московские каникулы» А. Кузнецова — Шорохов
- «Старший сын» А. Вампилова — Васенька
- «Затюканный апостол» Андрея Макаенка — Сын
- «Утиная охота» А. Вампилова — Кушак
- «Братья и сёстры» по мотивам романа Фёдора Абрамова — Филя-Петух
- «Муму» по И. С. Тургеневу — Степан
- «Бесы» по Ф. М. Достоевскому — Учитель
- «Звёздный мальчик» О. Уайльда — Средний ангел
- «Зимняя сказка» Шекспира — Камилло
- «Парчовый барабан» Ю. Мисимы — Мужчина и Канеко
- «Невесомая принцесса» Дж. Макдональда — Огонь

## Фильмография
1. 1982 — Дом — Нетесов
2. 1998 — Агент национальной безопасности (4-я серия «Скрипка Страдивари») — пограничник
3. 2001 — Убойная сила 2 (Фильм № 4 «Дачный сезон») — директор фирмы
4. 2003 — Тайны следствия 3 (фильм (15) 3 «Исчезновение») — Александр Семёнович Дейнего
5. 2004 — Конвой PQ-17 (8-я серия) — Захаров
6. 2004 — Улицы разбитых фонарей 6 (23-я серия «Несчастный случай») — Егоров, начальник стройки
7. 2005 — Морские дьяволы (9-я серия «Правила абордажа») — Сутягин
8. 2006 — Голландский пассаж (3-4-й фильмы) — Иваныч, помощник Берзина
9. 2006 — Свой-чужой — начальник СКМ
10. 2006 — Столыпин… Невыученные уроки — Дурново
11. 2007 — Литейный, 4 (1 сезон; 2-я серия «Смертельный трафик») — старик в поисках сына
12. 2008 — Гончие 2 (3-й фильм «На грани безумия») — эпизод
13. 2008 — Предприниматель (не закончен) — тесть Зорина
14. 2009 — Чевенгур — Яков Титыч
15. 2010 — Морские дьяволы 4 (28-я серия «На глубине») — адмирал флота
16. 2011 — Счастливчик Пашка — Эльдар, отец Равиля
17. 2011 — Шаман (фильм № 2 «Сделка», фильм № 6 «Чёрный Феникс») — полковник
18. 2011 — Я ему верю (9-я серия «Похищение») — Михаил Сергеевич Бартеньев, олигарх
19. 2012 — Предатель — Николай Ребров, отец Игоря
20. 2013 — Двое с пистолетами (фильм № 8 «Дело № 8») — Михаил Олегович, бывший оперативник
21. 2013 — Морские дьяволы. Смерч. Судьбы (фильм № 1 «Секретная миссия (Батя)») — Игорь Михайлович, консул
22. 2013 — Разведчицы — директор детдома
23. 2013 — Шаман 2 (фильм № 10 «Дантист») — полковник
24. 2014 — Береговая охрана-2 — контр-адмирал
25. 2014 — Григорий Р. — Седой, сектант
26. 2014 — Неслучайная встреча — главврач
27. 2016 — Следователь Тихонов — врач
28. 2016 — Шаман. Новая угроза — Фёдор Николаевич Сомов, начальник следственного управления
29. 2017 — Отличница — Мешков